# Nicola Rubertelli
Nicola Rubertelli (Napoli, 30 luglio 1937) è uno scenografo italiano.
Attivo dagli anni '60 per l'allestimento di scenografie sia in ambito teatrale sia in ambito televisivo. Direttore degli allestimenti scenici del Teatro di San Carlo di Napoli dal 1996.
Negli anni 2000 è stato consulente di scenotecnica per progetti di ristrutturazione di edifici teatrali.

## Biografia
Frequentò l'Accademia di Belle Arti di Napoli tra il 1955 e il 1959 specializzandosi in scenografia. A fine studi nel 1959 vinse una borsa di studio in scenografia per collaborare col Teatro San Carlo di Napoli. Dal 1969 al 1970 ha lavorato come Art Director per la Lybian television service e collabora nel ruolo di coordinatore per i due centri di produzione Rai di Tripoli e di Bengasi. Al ritorno in Italia, collaborò con vari e prestigiosi teatri italiani ed esteri. Tra questi, ha collaborato in particolare con il San Carlo di Napoli, il Teatro Stabile dell'Aquila, l'Opera e il Teatro Stabile di Roma, il Piccolo Teatro di Milano, l'Arena di Verona, il Theater an der Wien, il Teatro Greco di Siracusa, la Comedie Francaise, l'Abao di Bilbao, il Regio di Torino.
Negli anni '60 e '70 si è occupato di scenografie televisive per sceneggiati Rai.
Dal 1996 al 2015 è Direttore degli allestimenti scenici del Teatro di San Carlo di Napoli.
Si è occupato di consulenze in scenotecnica sia negli anni 2004/2005 per il progetto della ristrutturazione del Teatro Carignano di Torino e negli anni 2008/2011 per la ristrutturazione del Teatro San Carlo di Napoli.
Il critico Aldo Grasso scrive di lui: "Distintosi per i suoi allestimenti particolarmente elaborati, ha dimostrato di aver ben compreso la valenza segnica del linguaggio scenografico, vero e proprio codice espressivo capace di raccontare per immagini".

## Teatro

### Lirica
- L'infedeltà delusa, di Franz Joseph Haydn, direzione di Franco Caracciolo, regia di Alessandro Brissoni, Napoli, 1962
- Il ratto dal serraglio, di Wolfgang Amadeus Mozart, direzione di Ettore Gracis, regia di Alessandro Brissoni, Napoli, 1962
- Le pauvre matelot, di Jean Cocteau e Darius Milhaud, regia di Alessandro Brissoni, Napoli, 1963
- Don Giovanni, di Aleksandr Puškin e Gian Francesco Malipiero, regia di Alessandro Brissoni, Napoli, 1963
- Lo scoiattolo in gamba, di Eduardo De Filippo e Nino Rota, regia di Alessandro Brissoni, Napoli, 1964
- Le nozze per puntiglio, di Valentino Fioravanti, regia di Alessandro Brissoni, Napoli, 1965
- Der Jasager, di Bertolt Brecht e Kurt Weill, regia di Alessandro Brissoni, Napoli, 1965
- Renard, di Igor Stravinskij, regia di Marco Visconti, Napoli, 1965
- Una favola di Andersen, di Antonio Veretti, regia Marco Visconti, Napoli, 1965
- La signora Paulatim, di Italo Calvino e Gino Marinuzzi, regia di Filippo Crivelli, Napoli, 1966
- Il crescendo, di Luigi Cherubini, regia di Sandro Sequi, Napoli, 1966
- Il mondo della luna, di Giovanni Paisiello, regia di Mario Ferrero, Napoli, 1966
- Piedigrotta, di Luigi Ricci, regia di Mario Ferrero, Napoli, 1966
- Trittico, di Jacopo Napoli, direzione di Nino Bonavolontà, regia di Vittorio Patanè - Napoli, Teatro di San Carlo, 1983
- Piedigrotta, Luigi Ricci, direzione di Gianluigi Gelmetti, regia di Roberto De Simone - Anfiteatro Flavio di Pozzuoli, 1984
- L'orso, di William Walton, direzione di Herbert Handt, regia di Roberto De Simone - Napoli, Teatro di San Carlo, 1984
- La Dirindina, di Domenico Scarlatti, direzione di Herbert Handt, regia di Roberto De Simone - Napoli, Teatro di San Carlo, 1985
- Hérodiade, di Jules Massenet, direzione di Gianluigi Gelmetti, regia di Antonio Calenda - Opera di Roma, 1986
- Agnese di Hohestaufen, di Gaspare Spontini, direzione di Maximiano Valdés, regia di Antonio Calenda - Inaugurazione della stagione dell'Opera di Roma, 1986
- Semiramide, di Gioachino Rossini, direzione di Alessandro Siciliani, regia di Antonio Calenda - Napoli, Teatro di San Carlo, 1987
- La traviata, di Giuseppe Verdi, direzione di Ralf Weikert, regia di Gianfranco De Bosio - Inaugurazione della stagione dell'Arena di Verona, 1987
- Don Pasquale, di Gaetano Donizetti, direzione di Franco Petracchi, regia di Roberto De Simone, Napoli, Teatro di San Carlo, 1992
- Adina, di Gioachino Rossini, direzione di Evelino Pidò, regia di Ugo Gregoretti, Teatro Valle di Roma, 1992
- Il turco in Italia, di Gioachino Rossini, direzione di Evelino Pidò, regia di Antonio Calenda, Teatro Comunale di Bologna, 1994
- Il convitato di pietra, di Giacomo Tritto, direzione di Peter Maag, regia di Roberto De Simone, Napoli, Teatro di San Carlo, 1995
- La sonnambula, di Vincenzo Bellini, direzione di Patrick Fournillier, regia di Pupi Avati, Opera di Roma, 1996
- Il flauto magico, di Wolfgang Amadeus Mozart, direzione di Peter Maag, regia di Susy Attendoli, Treviso, 1996
- Le convenienze teatrali, di Gaetano Donizetti, direzione di Peter Maag, regia di Roberto De Simone, Napoli, Teatro di San Carlo, 1997
- Don Pasquale, di Gaetano Donizetti, direzione di John Neschling, regia di Roberto De Simone, Genova, 1998
- Don Giovanni, di Mozart, direzione di Riccardo Muti, regia di Roberto De Simone, Wiener Festwochen, 1999
- L'osteria di Marechiaro, di Giovanni Paisiello, direzione e regia di Roberto De Simone, Teatro Bellini di Napoli, 2001
- Adriana Lecouvreur, di Francesco Cilea, direzione di Fabrizio Carminati, regia di Luciano Mariani. Napoli, Teatro di San Carlo, 2002
- Gustavo III, di Giuseppe Verdi, direzione di Renato Palumbo, regia di Ruggero Cappuccio, Napoli, Teatro di San Carlo, 2004
- Il Socrate immaginario, di Giovanni Paisiello, direzione di Gabriele Ferro, regia di Roberto De Simone, Napoli, 2005
- Cavalleria rusticana, di Pietro Mascagni, direzione di Niksa Bareza, regia di Maurizio Scaparro, Napoli, 2006
- Candide, di Leonard Bernstein, direzione di Jeffrey Tate, regia di Lorenzo Mariani, Napoli, Teatro di San Carlo, 2007
- La Vergine dei dolori, di Alessandro Scarlatti, direzione di Rinaldo Alessandrini, regia di Ingrid von Wantoch Rekowski, Bruxelles, 2007
- Carmen, di Georges Bizet, direzione di Yves Abel, regia di Micha van Hoecke, Napoli, 2007
- Falstaff, di Giuseppe Verdi, direzione di Sebastian Lang-Lessing, regia di Roberto De Simone, Bari, 2008
- Re Lear, di Antonio Cagnoni, direzione di Massimiliano Caldi, regia di Francesco Esposito. Martina Franca, 2009
- Natura viva, di Marco Betta, direzione di Aldo Sisillo, regia di Ruggero Cappuccio, Firenze, 2010
- Il tabarro, di Giacomo Puccini, direzione di Vito Clement, regia di Michele Mirabella, Messina, 2010
- Tosca, di Giacomo Puccini, direzione di Maurizio Benini, regia di Luca De Fusco, Napoli, 2010
- L'elisir d'amore, di Gaetano Donizetti, direzione di Bruno Campanella, regia di Ruggero Cappuccio. Opera di Roma, 2011
- I vespri siciliani, di Giuseppe Verdi, direzione di Gianluigi Gelmetti, regia di Guido De Monticelli, Napoli, 2011
- Lucia di Lammermoor, di Gaetano Donizetti, direzione di Nello Santi, regia di Gianni Amelio. Napoli, Teatro di San Carlo, 2012
- Rigoletto, di Giuseppe Verdi, direzione di Corrado Rovaris, regia di Michele Mirabella, Trieste, 2012
- L'italiana in Algeri, di Gioachino Rossini, direzione di Paolo Olmi, regia di Francesco Esposito, Bologna, 2012
- Il marito disperato, di Domenico Cimarosa, direzione di Christophe Rousset, Hong Kong, 2013
- Turandot, di Giacomo Puccini, direzione di Pinchas Steinberg, regia di Roberto De Simone. Opera di Roma, 2013
- Otello, di Giuseppe Verdi, direzione di Nicola Luisotti, regia di Henning Brockhaus. Napoli, Teatro di San Carlo, 2014
- Il combattimento di Tancredi e Clorinda, di Claudio Monteverdi, direzione di Francesco Ivan Ciampa, regia di Roberto De Simone, Salerno, 2014
- Salomè, di Richard Strauss, direzione di Gabriele Ferro, regia di Manfred Schweigkofler. Napoli, Teatro di San Carlo, 2014
- Don Checco, di Nicola De Giosa, direzione di Matteo Beltrami, regia di Lorenzo Amato. Martina Franca, 2015
- Madama Butterfly, di Giacomo Puccini, direzione di Pinchas Steinberg, regia di Pippo Delbono, Napoli, 2016
- La serva padrona, di Giovanni Battista Pergolesi, direzione di Maurizio Agostini, regia di Mariano Bauduin, Caserta, 2017
- Le nozze di Figaro, di Wolfgang Amadeus Mozart, direzione di Maurizio Agostini, regia di Mariano Bauduin, Dubai, 2017
- Così fan tutte, di Wolfgang Amadeus Mozart, direzione di Maurizio Agostini, regia di Mariano Bauduin, Dubai, 2017
- Don Carlo, di Giuseppe Verdi, direzione di Michele Mariotti, regia di Henning Brockhaus. Teatro Comunale di Bologna, 2018

### Balletto
- Il ponte (balletto), coreografie di Ugo Dell'Arca, Teatro di San Carlo, Napoli, 1965
- Lo schiaccianoci, di Pëtr Il'ič Čajkovskij, coreografia di Marius Petipa e Lev Ivanov. Politeama di Napoli, 2003
- Cenerentola, di Sergej Prokofiev, coreografia di Giuseppe Picone. Napoli, Teatro di San Carlo, 2018

### Prosa teatrale
- L'osteria di Marechiaro, di Francesco Cerlone, regia di Gennaro Magliulo - Teatro Mercadante di Napoli, 1963
- La monaca fauza, di Pietro Trinchera, regia di Gennaro Magliulo, Teatro Bracco di Napoli, 1964
- L'arbitro, di Gennaro Pistilli, regia di Gennaro Magliulo - Teatro Stabile di Roma, 1965
- Il figlio di Pulcinella, di Eduardo De Filippo, regia di Gennaro Magliulo, 1976
- Antigone, di Sofocle, regia di Antonio Calenda - Teatro Stabile dell'Aquila, 1976
- A piacer vostro, di William Shakespeare, regia Antonio Calenda, Teatro Stabile dell'Aquila, 1977
- La madre, di Bertolt Brecht, regia Antonio Calenda - Teatro Stabile dell'Aquila, 1978
- Riccardo III, di William Shakespeare, regia Aantonio Calenda - Teatro Stabile dell'Aquila, 1979
- Operetta, di Witold Gombrowitz, regia di Antonio Calenda - Teatro Stabile dell'Aquila, 1981
- La vedova scaltra, di Carlo Goldoni, regia Augusto Zucchi, 1981
- Enrico IV, di Luigi Pirandello, regia di Antonio Calenda - Firenze, 1981
- Farsa, di Antonio Petito, regia di Antonio Calenda - Pescara, 1981
- Amadeus, di Peter Shaffer, regia di Giorgio Pressburger - Teatro Argentina di Roma, 1982
- La Lucilla costante, di Silvano Fiorillo, regia di Roberto De Simone, Politeama di Napoli, 1982
- 'Na sera e maggio, di Antonio Calenda, regia di Antonio Calenda, Caserta, 1983
- Sior Todero brontolon, di Carlo Goldoni, regia di Antonio Calenda - Venezia, 1983
- Il bazzariota ovvero La dama del bell'umore, di Domenico Macchia, musica e regia di Roberto De Simone, Politeama di Napoli, 1983
- Uno sguardo dal ponte, di Arthur Miller, regia di Antonio Calenda, 1984
- Le religiose alla moda, di Gioacchino Dandolfi, musica e regia di Roberto De Simone, Politeama di Napoli, 1984
- Le donne gelose, di Carlo Goldoni, regia Gianfranco De Bosio - Teatro romano di Verona, 1985
- Cinecittà, di Pier Benedetto Bertoli e Antonio Calenda, regia di Antonio Calenda - Roma, 1985
- Questa sera... Amleto, di Mario Prosperi e Antonio Calenda, regia di Antonio Calenda, Roma, 1986
- Le ragazze di Lisistrata, di Pier Bernardo Bertoli e Antonio Calenda, regia di Antonio Calenda - Pisa, 1986
- Le donne de casa soa, di Carlo Goldoni, regia di Gianfranco De Bosio - Salone Pier Lombardo, 1986
- Il giuoco delle parti, di Luigi Pirandello, regia di Egisto Marcucci, 1986
- Tartufo, di Molière, regia di Antonio Calenda, Firenze, 1986
- Il sindaco del rione Sanità, di Eduardo De Filippo, regia di Antonio Calenda, Teatro Stabile di Catania, 1986
- Histoire du soldat, di Igor Stravinskij, regia di Roberto De Simone - Teatro Mercadante di Napoli, 1987
- Pulcinella, di Igor Stravinskij, regia di Roberto De Simone - Teatro Mercadante di Napoli, 1987
- Ti ho sposato per allegria, di Natalia Ginzburg, regia di Antonio Calenda, 1987
- Aiace, di Sofocle, regia di Antonio Calenda - Teatro greco di Siracusa, 1988
- La signorina Giulia, di August Strindberg, regia di Gianni Lepre, Caserta, 1988
- L'aria del continente, di Nino Martoglio, regia di Antonio Calenda, Teatro Nuovo di Milano, 1988
- Le 99 disgrazie di Pulcinella, testo e regia di Roberto De Simone, 1988
- Cantata per Masaniello, regia di Roberto De Simone - Teatro Mercadante, 1988
- Amanda Amaranda, di Peter Shaffer, regia di Antonio Calenda - Teatro Eliseo di Roma, 1989
- Le sedie, di Eugène Ionesco, regia di Antonio Calenda, Teatro Valle di Roma, 1989
- Trittico, di Bufalino, Sciascia, Consolo, regia di Antonio Calenda, Teatro Stabile di Catania, 1989
- Svenimenti, da Anton Čechov, regia di Antonio Calenda, Lecco, 1989
- Il canto de li cunti, musica e regia di Roberto De Simone, 1990
- Plautus, da Plauto, regia di Antonio Calenda, Pistoia, 1990
- L'ammalato per apprensione, da Molière, musica e regia di Roberto De Simone, 1990
- Giorni felici, di Samuel Beckett, regia di Antonio Calenda, Roma, 1990
- Il medico dei pazzi, di Eduardo Scarpetta, regia di Antonio Calenda, Teatro Eliseo di Roma, 1990
- Le rose del lago, di Franco Brusati, regia di Antonio Calenda, Pistoia, 1991
- Il drago, di Evgenij Schwarz, musica e regia di Roberto De Simone, 1991
- Madre coraggio, di Bertolt Brecht, regia di Antonio Calenda, Teatro Bonci di Cesena, 1991
- Tutto per bene, di Luigi Pirandello, regia di Guido De Monticelli, 1991
- Dr. Jekill e Mr. Hyde, testo e regia di Duccio Tessari, Teatro Metastasio di Prato, 1992
- La pace domestica, da Feydeau, Becque, Courteline, regia di Franco Però, 1993
- Histoire du soldat, di Igor Stravinskij, regia di Roberto De Simone - Teatro Comunale di Bologna, 1993
- Vuoti a rendere, di Maurizio Costanzo, regia di Gianni Fenzi, Teatro Parioli di Roma, 1993
- L'onorevole, il poeta e la signora, Aldo De Benedetti, regia di Antonio Calenda, Teatro Manzoni di Milano, 1994
- Corpse! Commedia con cadaveri, di Gerald Moon, regia di Gianni Fenzi, 1995
- Buonanotte Bettina, di Garinei e Giovannini, regia di Gianni Fenzi - Teatro Sistina di Roma, 1995
- Le donne di Jake, di Neil Simon, regia di Augusto Zucchi, 1995
- Gli amori inquieti, da Carlo Goldoni, regia di Augusto Zucchi, 1996
- Se no i xe mati non li volemo, di Gino Rocca, regia di Giulio Bosetti, Teatro Stabile del Veneto, 1997
- Uscirò dalla tua vita in taxi, di Keith Waterhouse e Willis Hall, regia di Patrick Rossi Gastaldi, 1997
- Don Giovanni e il suo servo, di Rocco Familiari, regia di Augusto Zucchi, 1997
- Eleonora, testo e regia di Roberto De Simone, Napoli, Teatro di San Carlo, 1999
- Il berretto a sonagli, di Luigi Pirandello, regia di Giulio Bosetti, Borgio Verezzi, 1999
- Eden teatro, di Raffaele Viviani, regia di Roberto De Simone, Teatro Trianon di Napoli, 2002
- Homebody-Kabul, di Tony Kushner, regia di Jorge Lavelli, Théâtre du Vieux-Colombier, Parigi, 2003
- Così è (se vi pare), di Luigi Pirandello, regia di Giulio Bosetti, Teatro Carcano di Milano, 2004
- Monsieur Ibrahim e i fiori del Corano, di Éric-Emmanuel Schmitt, regia di Oliviero Corbetta, 2006
- L'uomo dei sogni, di Claudio Forti, regia di Giancarlo Zanetti, 2006
- Sior Todero brontolon, di Carlo Goldoni, regia di Giuseppe Emiliani, Teatro Goldoni di Venezia, 2007
- Le ultime sette parole di Caravaggio, testo e regia di Ruggero Cappuccio, Teatro Bellini di Napoli, 2009
- Cena a sorpresa, di Neil Simon, regia di Giovanni Lombardo Radice, 2010
- Cercasi tenore, di Ken Ludwig, regia di Giancarlo Zanetti, 2012
- Casina, di Plauto, regia di Marina Thovez, 2013
- Don Chisciotte Circus, testo e regia di Ruggero Cappuccio, 2018

## Cinema
- Sciopèn, regia di Luciano Odorisio (1983)
- L'amara scienza, regia Nicola De Rinaldo (1985)
- Fratelli, regia di Loredana Dordi (1985)
- Anemia, regia di Alberto Abruzzese (1986)

## Televisione

### Prosa televisiva
- Un tipo da forca, regia di Eros Macchi (1962)
- La provinciale, regia di Stefano De Stefani (1962)
- Il cadetto Winslow, regia di Eros Macchi (1962)
- Luna incostante, regia di Alessandro Brissoni (1962)
- Annella di Portacapuana, regia di Gennaro Magliulo (1963)
- Champignol senza volerlo, regia di Silverio Blasi (1963)
- L'arlesiana, regia di Carlo Lodovici (1963)
- Il ritratto mascherato, regia di Marco Visconti (1963)
- L'amico a nolo, regia di Mario Landi (1963)
- Quando una ragazza dice sì, regia di Mario Landi (1963)
- Villeggiante per forza regia di Giuseppe Di Martino (1963)
- Meglio per tutti, regia di Sergio Velitti (1964)
- Breve incontro, regia di Marcello Sartarelli (1964)
- La potenza delle tenebre, regia di Vittorio Cottafavi (1965)
- Giufà e le cavallette, regia di Lelio Golletti (1965)
- Donna Rosita nubile, regia di Mario Ferrero (1965)
- Bello di papà, regia di Mario Ferrero (1965)
- Le piccole volpi, regia di Vittorio Cottafavi (1965)
- Corruzione al Palazzo di giustizia, regia di Ottavio Spadaro (1966)
- La famegia del santolo, regia di Vittorio Cottafavi (1966)
- Il ventaglio di Lady Windermere, regia di Carlo Di Stefano (1966)
- Un pizzico di pietà, regia di Anton Giulio Majano (1966)
- Il pane della follia, regia di Guglielmo Morandi (1966)
- Il terzo visitatore, regia di Enrico Colosimo (1966)
- Tovaritch, regia di Flaminio Bollini (1967)
- Cavalleria rusticana, regia di Ottavio Spadaro (1967)
- Leocadia, regia di Mario Ferrero (1967)
- Amarsi male, regia di Mario Ferrero (1968)
- Casa di bambola, regia di Gian Domenico Giagni (1968)
- Memorandum, regia di Enrico Colosimo (1969)
- Rosmersholm, regia di Vittorio Cottafavi (1972)
- Lunga notte di Medea, regia di Maurizio Scaparro (1974)
- Gorgonio, regia di Mario Ferrero (1974)
- I persiani, regia di Vittorio Cottafavi (1975)
- La Bettina, regia di Luca Ronconi (1976)
- Abramo Lincoln in Illinois, regia di Sandro Sequi (1976)
- Cecè, regia di Andrea Camilleri (1978)
- Hedda Gabler, regia di Maurizio Ponzi (1980)
- Il padre, regia di Giorgio Pressburger (1981)
- Il pellicano, regia di Orazio Costa (1981)
- La ragione degli altri, regia di Andrea Camilleri (1985)
- Girotondo, regia di Enzo Muzii (1988)

### Sceneggiati
- Don Giovannino, regia di Giuseppe Di Martino (1962)
- Il padrino, regia di Giuseppe Di Martino (1962)
- Markheim, regia di Alessandro Brissoni (1963)
- Suocera e nuora, regia di Guglielmo Morandi (1963)
- Delitto e castigo, regia di Anton Giulio Majano - 6 puntate (1963)
- Dopo la trasmissione, regia di Guglielmo Morandi (1963)
- Un braccio di meno, regia di Anton Giulio Majano (1963)
- Le gocce, regia di Edmo Fenoglio (1964)
- Il giocatore, regia di Edmo Fenoglio - 2 puntate (1965)
- Il padrone del villaggio, regia di Edmo Fenoglio - 2 puntate (1965)
- Questa sera parla Mark Twain, regia di Daniele D'Anza - 7 puntate (1965)
- La figlia del capitano, regia di Leonardo Cortese - 6 puntate (1965)
- Il marito geloso, regia di Edmo Fenoglio (1965)
- Le avventure di Laura Storm, regia di Camillo Mastrocinque - 4 episodi (1965)
- Abramo Lincoln - Cronaca di un delitto, regia di Daniele D'Anza - 3 puntate (1967)
- La fiera delle vanità, regia di Anton Giulio Majano - 7 puntate (1967)
- Il caso Chessman, regia Giuseppe Fina (1968)
- La rivolta dei decabristi, regia di Marco Leto - 2 puntate (1970)
- Un certo Harry Brent, regia Leonardo Cortese - 6 puntate (1970)
- Il segno del comando, regia di Daniele D'Anza - 5 puntate (1971)
- Il marchese di Roccaverdina, regia di Edmo Fenoglio - 3 puntate (1972)
- Le inchieste del commissario Maigret, regia di Mario Landi (1972)
  - Il ladro solitario - 2 puntate
  - Maigret in pensione - 2 puntate
- Il caso Lafarge, regia di Marco Leto - 4 puntate (1973)
- L'edera, regia di Giuseppe Fina - 3 puntate (1974)
- L'avventura di un povero cristiano, regia di Ottavio Spadaro (1974)
- Sotto il placido Don, regia di Vittorio Cottafavi - 5 puntate (1974)
- Delirio, regia di Nanni Fabbri - originale televisivo (1975)
- Il registratore, regia di Gianni Amico - originale televisivo (1975)
- Signora Ava, regia di Antonio Calenda - 3 puntate (1975)
- Don Giovanni in Sicilia, regia di Guglielmo Morandi - 3 puntate (1977)
- La morte al lavoro, regia di Gianni Amelio (1979)
- Il segreto di Eva, regia di Stefano Roncoroni (1979)
- Camera, regia di Augusto Zucchi (1979)
- La mezzatinta, regia di Biagio Proietti (1980)
- La stanza n. 13, regia di Paolo Poeti (1980)
- Piccolo assassino, regia di Stefano Calanchi (1980)
- Veglia al morto, regia di Mario Chiari (1980)
- La Medea di Porta Medina, regia di Piero Schivazappa - 4 puntate (1981)
- Impostore, regia di Andrea e Antonio Frazzi (1981)
- Incontrarsi e dirsi addio, regia di Mario Foglietti - 3 puntate (1983)
- Il processo Matteotti, regia di Gianni Casalino (1984)
- La follia di Giovanni, regia di Alfredo Di Laura (1986)
- La musica è uguale per tutti, regia di Ugo Gregoretti (1992)

### Trasmissioni televisive
- Il Cantatutto, testi di Amurri e Faele, regia di Mario Landi (1964)
- Cicerenella, di Michele Galdieri, regia di Marcella Curti Gialdino (1966)
- Giallo sera, di Mario Casacci e Alberto Ciambricco, regia di Mario Caiano (1983)
- Check-up (programma televisivo) (edizioni: 1987, 1989, 1990, 1991)